# Enterprise Plaza
Enterprise Plaza je mrakodrap v texaském městě Houston. Má 55 pater a výšku 230 metrů, je tak 6. nejvyšší mrakodrap ve městě. Byl dokončen v roce 1980 a až do roku 1982 byl nejvyšší budovou Texasu, kdy jej překonal mrakodrap JPMorgan Chase Tower. Za designem budovy stojí firma Skidmore, Owings and Merrill a jejím vlastníkem je Hines Interests LP. Sídlí zde firma Enterprise GP Holdings, podle které je budova i pojmenována. Dříve byla budova známá pod jmény First International Plaza, Southwest Bank of Texas Plaza, Interfirst Plaza a 1100 Louisiana Building.